# Wodorowęglan sodu
Wodorowęglan sodu, pot. soda oczyszczona, E500b, NaHCO
3 – nieorganiczny związek chemiczny z grupy wodorowęglanów, wodorosól kwasu węglowego i sodu.

## Właściwości
Wodorowęglan sodu bywa też nazywany kwaśnym węglanem sodu. Ta nazwa może być myląca, gdyż w rzeczywistości wodny roztwór wodorowęglanu sodu ma odczyn słabo alkaliczny i zachowuje się w wielu reakcjach jak słaba zasada. Z kwasami reaguje z wydzieleniem dwutlenku węgla i wody:
NaHCO
3 + HCl → NaCl + H
2O + CO
2↑ (zobojętnianie kwasu solnego – głównego składnika soku żołądkowego)
NaHCO
3 + CH
3COOH → CH
3COONa + H
2O + CO
2↑
Nie reaguje z alkoholami i fenolami, co bywa wykorzystywane do odróżniania ich od kwasów karboksylowych w chemicznej analizie związków organicznych.
Jego własności spulchniające i pianotwórcze wynikają z faktu, że rozkłada się on w temperaturze powyżej 60 °C z wydzieleniem dwutlenku węgla:
2NaHCO
3 → Na
2CO
3 + H
2O + CO
2
W laboratorium najłatwiej jest go otrzymać przez wprowadzenie dwutlenku węgla do nasyconego wodnego roztworu węglanu sodu:
Na
2CO
3 + CO
2 + H
2O → 2NaHCO
3.
W przemyśle otrzymuje się go jako produkt pośredni przy otrzymywaniu węglanu sodu metodą Solvaya.

## Zastosowanie
Stosowany jest jako jeden ze składników proszku do pieczenia, dodatek do żywności regulujący pH, składnik musujących napojów w proszku i tabletek musujących, w lecznictwie, w gaśnicach pianowych (jako składnik części alkalicznej gaśnicy – wraz z rozpuszczonym środkiem spieniającym – zob. Spumogen), jako substancja pochłaniająca zapachy i wilgoć oraz do zmiękczania wody.

### Zastosowanie w medycynie
Wskazania:
- ciężka kwasica metaboliczna (np. w wyniku zatrucia alkoholem metylowym)
- leczenie objawów choroby refluksowej przełyku
- zatrucie trójcyklicznymi lekami przeciwdepresyjnymi
- hiperkaliemia.